# Francesco Maria Maggio

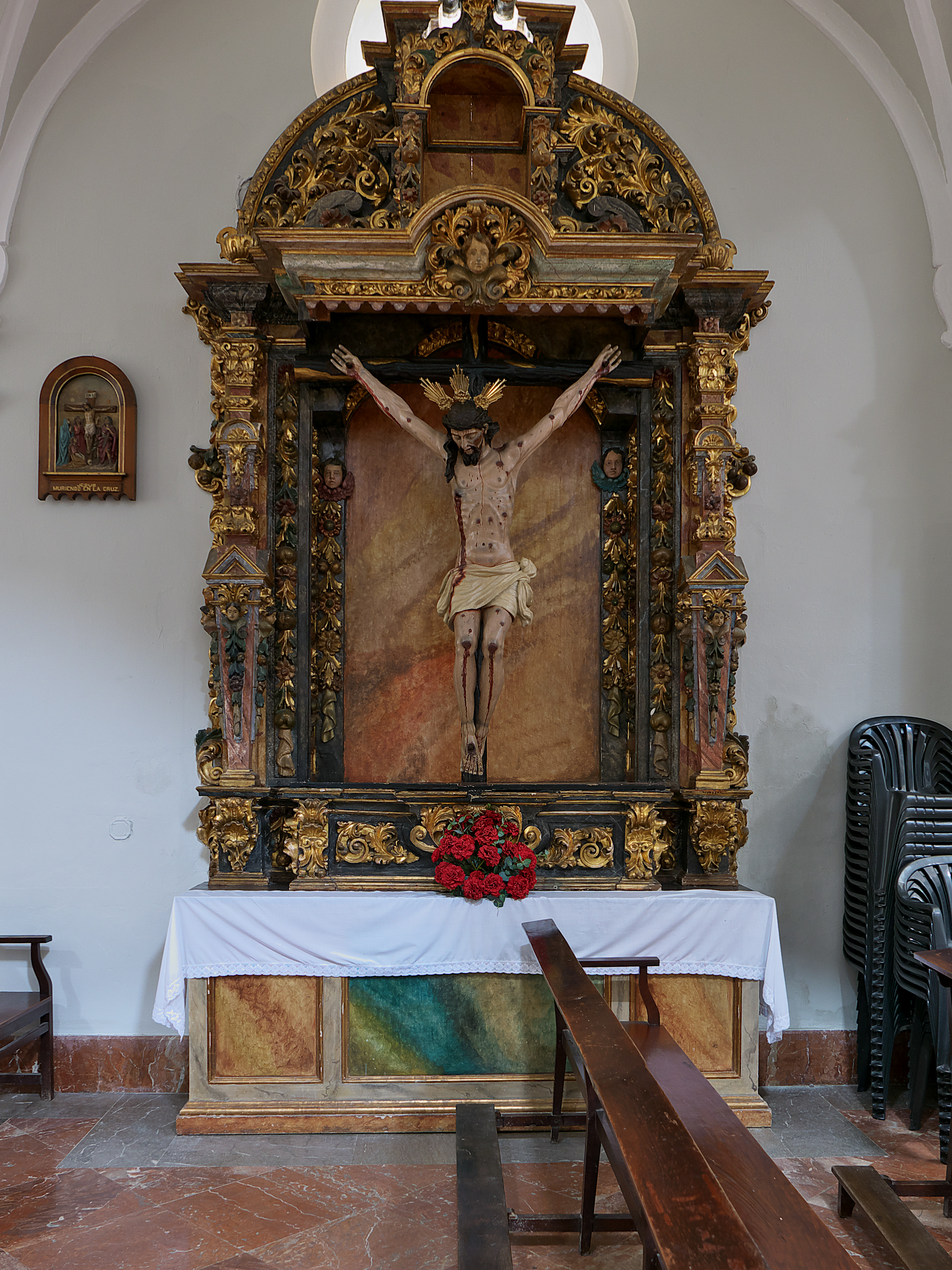
Cristo del Buen Viaje. Catedral de la Merced. Huelva.

Francesco Maria Maggio (Génova, 1705-Cádiz, 1780) fue un escultor italiano que, asentado en Cádiz, formó parte del grupo de imagineros conocido como círculo gaditano-genovés.

## Biografía
Nació en Génova en 1705. En 1739 se asentó en Cádiz, donde desarrollaría una amplia producción de imaginería religiosa, principalmente repartida por las provincias de Cádiz y Huelva. Fue padre del también escultor Jacome Maggio.

## Obra
De las piezas del autor que se conservan en España solo hay certificación documental de su autoría del crucificado de la Piedad de Cádiz. El resto de obras que se listan son atribuciones, la mayor parte de ella lanzadas desde la década de 1990, cuando la obra de los autores gaditanos-genoveses empieza a difundirse y valorarse.
- Cristo de la Piedad. Hermandad de la Piedad. Iglesia de Santiago. Cádiz. 1754.[1]
- Crucificado del altar mayor. Parroquia de San Jorge. Alcalá de los Gazules.[2]
- Cristo de la Vera Cruz. Hermandad de la Vera Cruz. Aznalcázar.[1]
- Cristo de la Misericordia. Hospital de San Juan de Dios. Cádiz.[1]
- Remodelación del Cristo Yacente. Hermandad del Santo Entierro. Parroquia de la Santa Cruz. Cádiz.[1]
- Jesús Cautivo. Parroquia de San José. Cádiz.[1]
- Virgen de los Dolores. Hermandad Servita. Parroquia de San Juan Bautista. Chiclana de la Frontera.[1]
- Virgen del Mayor Dolor. Hermandad de la Vera Cruz. Chiclana de la Frontera.[1]
- Cristo del Amor. Convento de las Madres Capuchinas. El Puerto de Santa María.[1]
- Cristo de la Flagelación. Parroquia de San Joaquín. El Puerto de Santa María.[1]
- Cristo de Jerusalén y Buen Viaje y Virgen de los Dolores. Hermandad de los Judíos. Catedral de la Merced. Huelva.[3]
- Remodelación del Cristo del Perdón. Parroquia Mayor de San Pedro. Huelva.[1]
- Virgen de la Paz y Concordia dolorosa. Hermandad de la Cena. Iglesia de San Marcos. Jerez de la Frontera.[1]
- Virgen de los Dolores. Hermandad de las Tres Caídas. Santuario Diocesano de San Lucas. Jerez de la Frontera.[4]
- Cristo de la Salud. Jumilla.[5]
- Dolorosa y San Juan. Parroquia de San Pedro. Limpias.[1]
- Cristo de la Vera+Cruz. Hermandad de la Vera Cruz. Parroquia del Santo Cristo. San Fernando.[1]
- Cristo de la Caridad. Tarifa.[2]